# Salvador Mariona
Salvador Antonio Mariona Rivera (* 27. Dezember 1943 in Santa Tecla, La Libertad), auch bekannt unter seinen Spitznamen „Chamba“ und „Gigante de Ébano“, ist ein ehemaliger salvadorianischer Fußballspieler auf der Position eines Verteidigers. Er war Mannschaftskapitän bei der ersten WM-Teilnahme einer salvadorianischen Fußballnationalmannschaft bei der Fußball-Weltmeisterschaft 1970 in Mexiko.

## Leben
Der in Santa Tecla geborene Mariona wuchs in Izalco, Sonsonate, auf, wo er seine sportliche Laufbahn zunächst als Schwimmer begann. Mit dem Fußballsport begann er beim Zweitligisten Brujos Mario Calvo FC.
Erstmals in der höchsten salvadorianischen Spielklasse vertreten war Mariona in der Saison 1963/64 bei Atlante San Alejo. Nach nur einer Spielzeit wechselte er zum Alianza FC, bei dem er fast während seiner gesamten Laufbahn unter Vertrag stand. Mit dem Verein aus der Hauptstadt San Salvador gewann Mariona in den Spielzeiten 1965/66 und 1966/67 zweimal in Folge die salvadorianische Fußballmeisterschaft und 1967 auch als erster salvadorianischer Verein den CONCACAF Champions’ Cup.
Bei der WM 1970 bestritt Mariona alle Spiele der salvadorianischen Nationalmannschaft, die er als Kapitän anführte. Weil er bei der Fußball-Weltmeisterschaft 1982 als Assistenztrainer der Nationalmannschaft fungierte, war er an beiden WM-Teilnahmen der Salvadorianer beteiligt.
Nachdem er 1977 seinen langjährigen Verein Alianza FC verlassen hatte, verbrachte er eine letzte aktive Saison 1977/78 als Spielertrainer beim Club Deportivo Platense. Anschließend kehrte er als Trainer zu seinem langjährigen Stammverein Alianza zurück und war außerdem im Trainerstab der Nationalmannschaft tätig.